# Peiden
Peiden (toponimo romancio) è una frazione del comune svizzero di Lumnezia, nella regione Surselva (Canton Grigioni).

## Storia

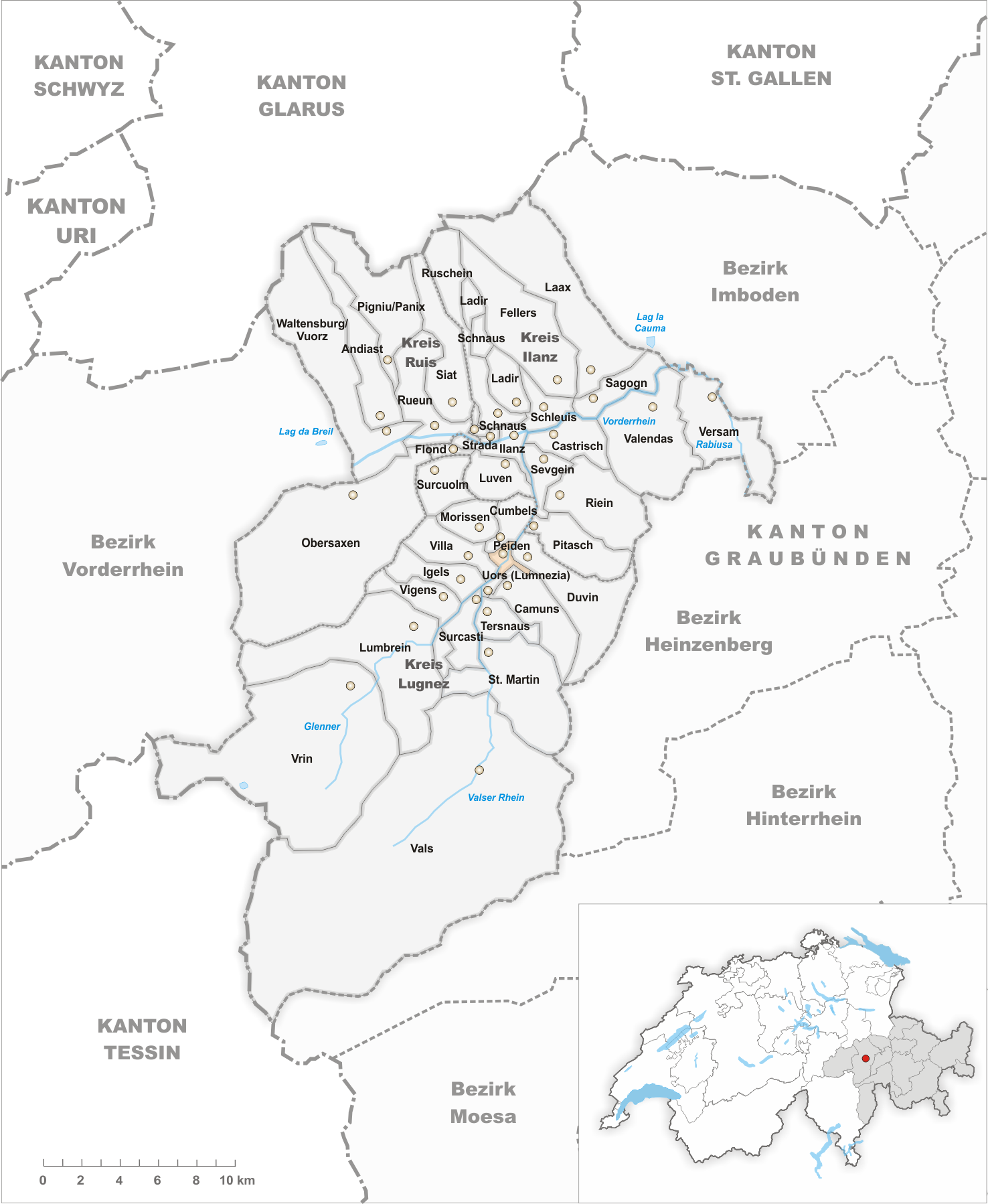
Il territorio del comune di Peiden prima degli accorpamenti comunali del 1963

Già comune autonomo istituito nel 1851, nel 1963 è stato aggregato all'altro comune soppresso di Uors per formare il nuovo comune di Uors-Peiden, il quale nel 2002 è stato aggregato agli altri comuni soppressi di Camuns, Surcasti e Tersnaus per formare il nuovo comune di Suraua; Suraua a sua volta il 1º gennaio 2013 è stato aggregato agli altri comuni soppressi di Cumbel, Degen, Lumbrein, Morissen, Vella, Vignogn e Vrin per formare il nuovo comune di Lumnezia.

## Monumenti e luoghi d'interesse
- Chiesa cattolica della Santissima Trinità, eretta nel 1745[1];
- Cappella di San Lucio (già di San Sigismondo), attestata dal 1345[1];
- Bagni termali di Peiden-Bad, attestati dal XIII secolo e rinnovati nel 1873 e nel 1891[1].

## Società

### Evoluzione demografica
L'evoluzione demografica è riportata nella seguente tabella:
Abitanti censiti

### Lingue e dialetti
La maggioranza della popolazione parla la lingua romancia.

## Economia

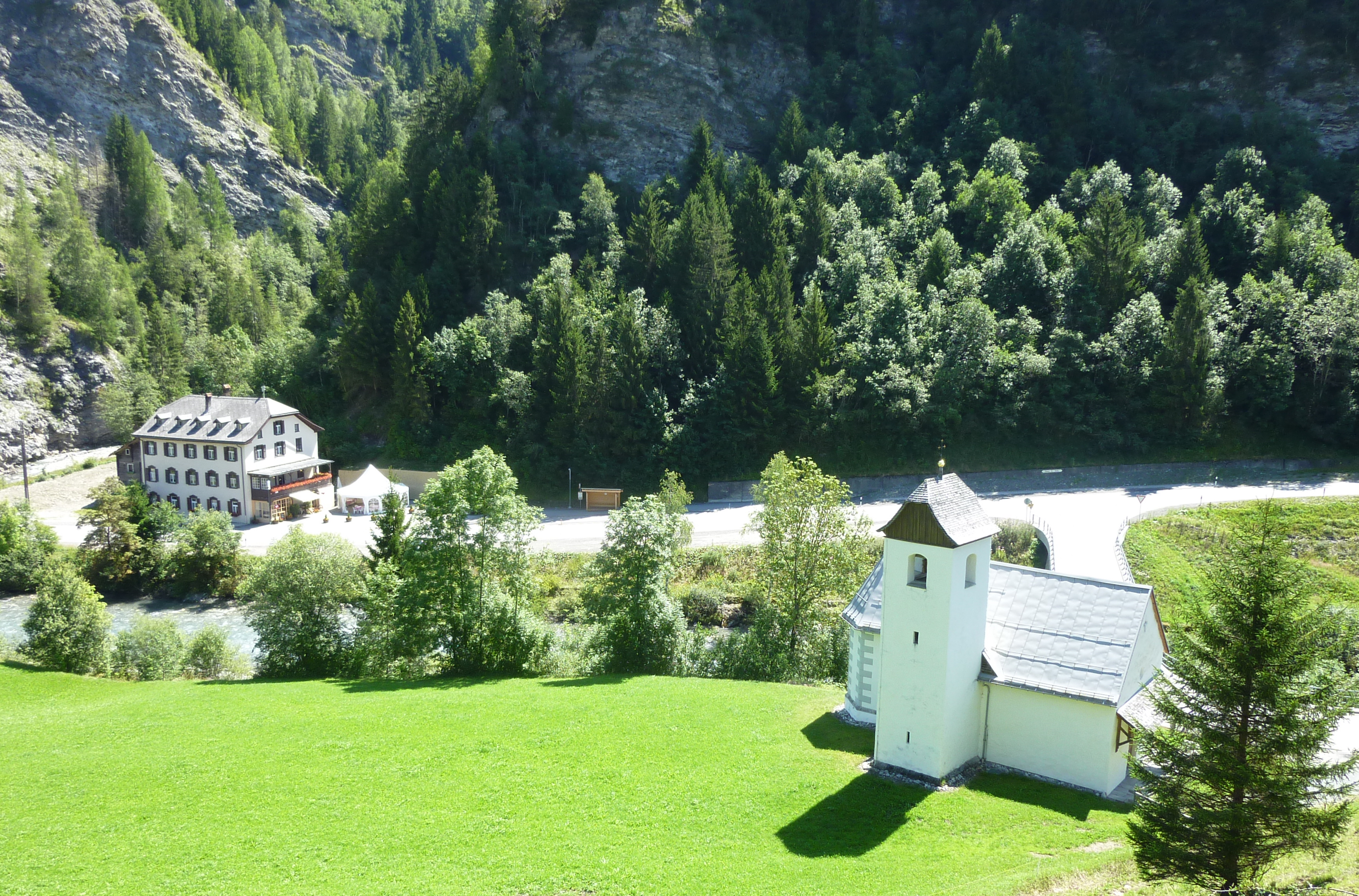
Lo stabilimento termale di Peiden-Bad e la cappella di San Lucio

Peiden è una stazione termale sviluppatasi a partire dal XIII secolo.